# 별은 멀어도
"별은 멀어도"는 1969년 공개된 대한민국의 영화이다.

## 배역
- 신영균
- 전계현
- 김석훈
- 김정훈
- 이찬
- 이영호
- 박광진
- 최승희
- 임수정
- 문희